# Zac Larraza
Zac Larraza, född 25 februari 1993 i Scottsdale, Arizona, är en amerikansk före detta professionell ishockeyspelare (vänsterforward).
Han har spelat 56 matcher i American Hockey League, varav 52 i grundserien och 4 i slutspel.